# Piz Bles
Piz Bles är en bergstopp i Schweiz.   Den ligger i regionen Maloja och kantonen Graubünden, i den sydöstra delen av landet, 170 km öster om huvudstaden Bern. Toppen på Piz Bles är 3 045 meter över havet, eller 189 meter över den omgivande terrängen. Bredden vid basen är 1,4 km.
Terrängen runt Piz Bles är bergig västerut, men österut är den kuperad. Runt Piz Bles är det mycket glesbefolkat, med 3 invånare per kvadratkilometer.. Närmaste större samhälle är Mesocco, 17,9 km väster om Piz Bles. 
Trakten runt Piz Bles består i huvudsak av gräsmarker.